# Jiří Krupička
Jiří Krupička (5. května 1913 Královské Vinohrady – 24. dubna 2014 Edmonton, Kanada) byl český geolog, filosof a spisovatel, exulant, emeritní profesor University of Alberta v Edmontonu.

## Život
Moderní jazyky vystudoval na Filosofické fakultě UK (1932–1937) a poté geologii a astronomii na Přírodovědecké fakultě UK. V roce 1947 získal doktorát přírodních věd. V roce 1950 byl zatčen a odsouzen na šestnáct let do vězení za pokus odeslat do zahraničí rukopis své knihy Člověk a lidstvo. Propuštěn byl v roce 1960. Během pražského jara spoluzakládal K-231, po srpnové invazi vojsk Varšavské smlouvy do Československa v roce 1968 emigroval nejdříve do Nizozemska, posléze do Kanady. Do roku 1988 zde pak přednášel geologii na University of Alberta.

## Ocenění
- 1990 – Český geologický ústav mu udělil čestnou medaili dr. Cyrila Purkyně za zásluhy o geologii
- 1992 – oceněna podpora jeho krajanské činnosti Masarykovou cenou, nejvyšším uznáním Českého a slovenského sdružení v Kanadě,
- 1993 – Akademickou radou Akademie věd České republiky udělena zlatá oborová čestná plaketa F. Pošepného za zásluhy v geologických vědách,
- 2000 – výborem Českého centra Mezinárodního PEN klubu udělena Cena PEN klubu pro rok 2000 jako výraz ocenění celoživotního literárního díla a zásluh o českou literaturu,
- 2009 – uděleno státní vyznamenání Medaile Za zásluhy  II. stupně, za zásluhy o stát v oblasti vědy,
- 2012 – ministrem obrany udělen Pamětní odznak účastníka odboje a odporu proti komunismu a osvědčení o tomtéž.

## Zajímavosti
Příbramský uranový geopark, umístěný v areálu bývalého lágru Vojna, dnes Památníku Vojna, pobočce Hornického muzea Příbram, nese od roku 2013 jméno Jiřího Krupičky.

## Dílo
- Krupička, Jiří. Dopis z Ruska (1987), Cramerius Publishing House, Helvetia,
- Krupička, Jiří. Renesance rozumu (1993/94), 556 s., Čs. spisovatel, Praha
- Krupička, Jiří. Flagelantská civilizace (1999), 340 s., Vyd. Hynek, Praha, ISBN 80-85906-83-X
- Krupička, Jiří. Zkouška dospělosti (2000), 249 s., Nakl. Paseka, Praha, ISBN 80-7185-270-8
- Krupička, Jiří. Stará pevnost (2001), 100 s., Nakl. Paseka, Praha, ISBN 80-7185-377-1
- Krupička, Jiří. Rozmanitost života (2002), 414 s., Nakl. Paseka, Praha, ISBN 80-7185-076-4
- Krupička, Jiří. Kosmický mozek (2005), 158 s., Nakl. Paseka, Praha ISBN 80-7185-691-6
- Krupička, Jiří. Zmatek (2008), 448 s., Nakl. Paseka, Praha, ISBN 80-7185-869-2

### Přehled článků (esejů) Jiřího Krupičky v periodiku LITERÁRNÍ NOVINY
Pod názvem článku je vždy uvedena internetová adresa s fotokopií textu článku
- Kolektivní vina: č. 48, s. 3 1991

http://archiv.ucl.cas.cz/index.php?path=LitNIII/2.1991/48/3.png
- Křehký obal života: č. 17, s. 1 1991

http://archiv.ucl.cas.cz/index.php?path=LitNIII/2.1991/17/1.png
- Lidská práva: č. 1, s. 1 1991

http://archiv.ucl.cas.cz/index.php?path=LitNIII/2.1991/1/1.png
http://archiv.ucl.cas.cz/index.php?path=LitNIII/2.1991/1/3.png
- Menší zlo: č. 45, s.1 1991

http://archiv.ucl.cas.cz/index.php?path=LitNIII/2.1991/45/1.png
http://archiv.ucl.cas.cz/index.php?path=LitNIII/2.1991/45/3.png
- Někdo tu politiku dělat musí: č. 33, s.1 1991

http://archiv.ucl.cas.cz/index.php?path=LitNIII/2.1991/33/1.png
http://archiv.ucl.cas.cz/index.php?path=LitNIII/2.1991/33/2.png
- Potíže se suverenitami: 	č. 7, s.1 1991

http://archiv.ucl.cas.cz/index.php?path=LitNIII/2.1991/7/1.png
- Závist a Václav Klaus: 	č. 24, s.1 1991

http://archiv.ucl.cas.cz/index.php?path=LitNIII/2.1991/24/1.png
- Kolektivní neschopnost	: č. 2, s. 3 1992

http://archiv.ucl.cas.cz/index.php?path=LitNIII/3.1992/2/3.png
- Demokracie a válka: č. 4, s. 1 1994

http://archiv.ucl.cas.cz/index.php?path=LitNIII/5.1994/4/1.png
- Spor zestárlých: č. 35, s. 3 1995

http://archiv.ucl.cas.cz/index.php?path=LitNIII/6.1995/35/3.png
- Stálo by to za zkoušku: 	č. 48, s. 2 1995

http://archiv.ucl.cas.cz/index.php?path=LitNIII/6.1995/48/2.png
- Duch a věda: č. 3, s. 1 1996

http://archiv.ucl.cas.cz/index.php?path=LitNIII/7.1996/3/1.png
http://archiv.ucl.cas.cz/index.php?path=LitNIII/7.1996/3/3.png
- Zkouška dospělosti: Já a ti druzí č. 6, s. 8 2000

http://archiv.ucl.cas.cz/index.php?path=LitNIII/11.2000/6/8.png
plus laudácio pro Jiřího Krupičku při udělení ceny PEN Klubu z pera Pavla Vernera
- Jungmann Milan recenze knihy Jiřího Krupičky Renesance rozumu

				č. 19, s. 3		1995
http://archiv.ucl.cas.cz/index.php?path=LitNIII/6.1995/19/3.png
http://archiv.ucl.cas.cz/index.php?path=LitNIII/6.1995/19/4.png
- Čítárny 1.11.2012
- K udělení ceny na stránkách PEN klubu